# Henri Lebègue
Pour les articles homonymes, voir Lebègue.
Henri Lebègue, né le 27 février 1856 à Nogent-sur-Marne et décédé le 19 octobre 1938 à Paris, est un paléographe français, directeur d’études à l'École pratique des hautes études.

## Biographie
Henri Lebègue est né à Nogent-sur-Marne, alors dans le département de la Seine, aujourd’hui dans le Val-de-Marne. Il est le fils de Gustave Lebègue, chef d’une institution d’enseignement laïque de la commune et de Louise Pontier.
Il épouse en 1884 Jeanne Lhuillier, dont il a plusieurs enfants, notamment Francis Lebègue (1886-1914), mort pendant la Première Guerre mondiale.
Il a pour frère Ernest Lebègue (1862-1943), historien français. Il est également le père de l'historien de la littérature Raymond Lebègue et le neveu de l’éditeur et patron de presse bruxellois Alphonse-Nicolas Lebègue (1814-1885).
Henri Lebègue meurt le 19 octobre 1938 à Paris (5e).
Il ne doit pas être confondu avec Henri Lebègue, professeur à la Faculté de Paris, administrateur de l’Assistance publique de Paris au début du XXe siècle.

## Paléographe et enseignant à l'École pratique des hautes études
Officier de l’instruction publique, attaché à la bibliothèque de l’université de Paris (La Sorbonne) de novembre 1882 à octobre 1888, Henri Lebègue entre à l'École pratique des hautes études en novembre 1891 en qualité de chef des travaux paléographiques. Il intègre la section des sciences historiques et philologiques.
Le chercheur fait œuvre de traducteur et publie les textes des auteurs grecs concernant la géographie et l'histoire des Gaules. Henri Lebègue rédige également des livres d’exercices grecs. Il répertorie et traduit en partie des manuscrits alchimiques grecs conservés à Paris (les Parisini).
Sa dernière œuvre sera une nouvelle traduction du Traité du sublime de Longin, qui paraît après sa mort en 1939.
Membre de l'Association pour l'encouragement des études grecques en France, Henri Lebègue était considéré comme « un des maîtres de la paléographie grecque en France »
Henri Lebègue a été fait chevalier de la Légion d'honneur en janvier 1923.

## Œuvres
- Notices d'autorité :   - VIAF
  - ISNI
  - BnF (données)
  - IdRef
  - LCCN
  - GND
  - Italie
  - Pays-Bas
  - Pologne
  - Israël
  - NUKAT
  - Catalogne
  - Vatican
  - WorldCat
- Edme Cougny et Henri Lebègue (trad.), Extrait des auteurs grecs concernant la géographie et l'histoire des Gaules, Paris, Librairie Renouard, Paris, 1878-1883
- Henri Lebègue, Glanures paléographiques, Paris, Imprimerie nationale, 1917
- Henri Lebègue, Catalogue des manuscrits alchimiques grecs : les Parisini, Paris, Lamertin, 1924
- Longinus (auteur) et Henri Lebègue (trad.), Du sublime, Paris, Les Belles lettres, coll. « Collection des universités de France. Série grecque », 1939